# Vitello graver et hul
|  | Denne artikel er oprettet af botten PalnaBot ud fra en ekstern database. Den kan derfor have sproglige fejl eller mangler. Denne skabelon kan fjernes efter kontrol af indholdet. |

Vitello graver et hul er en dansk animationsfilm instrueret af Dorte Bengtson, der også har skrevt filmens manuskript.

## Handling
Vitello keder sig derhjemme. Hans legekammerater er ikke hjemme, men hans mor sender ham alligevel ud for at lege og siger, at han skal finde en ny ven. Ude på gaden får Vitello en ide. Hvis han kan finde en mønt, så kan han købe en masse slik og på den måde få nye venner og han går straks i gang med at lede efter en mønt på jorden. En nysgerrig dreng, Møgungen, dukker op og begynder at lede med og han ender med at foreslå en bedre ide. De bør grave et hul, som Vitello kan fange en ny ven i. Så de går i gang med at grave et hul på cykelstien bag Centeret. Bagefter ligger de i skyggen og venter på at en ven skal falde i deres fælde. Pludselig lyder et brag og nogen er faldet i. Det viser sig dog at være en meget vred voksen cyklist, som tvinger dem til at lukke hullet. Det fik Vitello altså ikke nogen ny ven af, og dog, for de to drenge ender med at aftale, at de skal lege sammen igen dagen efter.